# Grand Prix de Voleibol
El Grand Prix de Voleibol fue una competición deportiva de voleibol femenino, organizada entre 1993 y 2018, que se celebraba anualmente para los equipos nacionales. Era considerada la versión femenina de la Liga Mundial de Voleibol. Desde 2018, es reemplazado por la Liga de Naciones de Voleibol.

## Modo de disputa
El Grand Prix se divide en tres grandes grupos, el grupo 1, el grupo 2 y el grupo 3. Los treinta y dos integrantes se dividen en tres grupos con 12 equipos compitiendo en el grupo 1 y 2 y 8 equipos en el grupo 3. 
Grupo 1: 12 equipos
Grupo 2: 12 equipos
Grupo 3: 8 equipos
El grupo uno verá al campeón defensor Brasil, al número uno del mundo China, Estados Unidos, Rusia, Japón, Serbia, Italia, Turquía, Holanda, Tailandia, Bélgica y el recién ascendido del grupo 2 República Dominicana compitiendo entre sí. La ronda preliminar del grupo 1 se jugará durante tres fines de semana en grupos de cuatro equipos, con los cinco primeros de la clasificación combinada más el anfitrión de la fase final llegando a la ya mencionada Final Six.
El grupo 2 lo forman Argentina, Bulgaria, Canadá, República Checa, Alemania, Kazajistán, Kenia, Corea, Perú, Polonia, Puerto Rico, además del ganador del Grupo 3, Croacia. Como en el caso del grupo 1, se jugará la ronda preliminar del grupo 2 durante tres fines de semana en grupos de cuatro equipos, con el top 3 de la clasificación combinada más el anfitrión de la fase final llegando a la Final Four.
El grupo 3 cuenta con Australia, Argelia, Azerbaiyán, Camerún, Colombia, Hungría, México y Trinidad y Tabago.
La ronda preliminar del grupo 3 se disputará en grupos de cuatro equipos durante dos fines de semana, con los 3 primeros de la clasificación combinada más el anfitrión de la fase final yendo a la dicha fase final.

## Historial
Fuente: web oficial
| Año           | Sede de las finales | Oro            | Plata          | Bronce         | Cuarto         |
| ------------- | ------------------- | -------------- | -------------- | -------------- | -------------- |
| 1993 Detalles | Hong Kong           | Cuba           | China          | Rusia          | Brasil         |
| 1994 Detalles | China               | Brasil         | Cuba           | China          | Japón          |
| 1995 Detalles | China               | Estados Unidos | Brasil         | Cuba           | China          |
| 1996 Detalles | China               | Brasil         | Cuba           | Rusia          | China          |
| 1997 Detalles | Japón               | Rusia          | Cuba           | Corea del Sur  | Japón          |
| 1998 Detalles | Hong Kong           | Brasil         | Rusia          | Cuba           | China          |
| 1999 Detalles | China               | Rusia          | Brasil         | China          | Italia         |
| 2000 Detalles | Filipinas           | Cuba           | Rusia          | Brasil         | China          |
| 2001 Detalles | China               | Estados Unidos | China          | Rusia          | Cuba           |
| 2002 Detalles | Hong Kong           | Rusia          | China          | Alemania       | Brasil         |
| 2003 Detalles | Italia              | China          | Rusia          | Estados Unidos | Países Bajos   |
| 2004 Detalles | Italia              | Brasil         | Italia         | Estados Unidos | Cuba           |
| 2005 Detalles | Japón               | Brasil         | Italia         | China          | Cuba           |
| 2006 Detalles | Italia              | Brasil         | Rusia          | Italia         | Cuba           |
| 2007 Detalles | China               | Países Bajos   | China          | Italia         | Rusia          |
| 2008 Detalles | Japón               | Brasil         | Cuba           | Italia         | Estados Unidos |
| 2009 Detalles | Japón               | Brasil         | Rusia          | Alemania       | Países Bajos   |
| 2010 Detalles | China               | Estados Unidos | Brasil         | Italia         | China          |
| 2011 Detalles | Macao               | Estados Unidos | Brasil         | Serbia         | Rusia          |
| 2012 Detalles | China               | Estados Unidos | Brasil         | Turquía        | Tailandia      |
| 2013 Detalles | Japón               | Brasil         | China          | Serbia         | Japón          |
| 2014 Detalles | Japón               | Brasil         | Japón          | Rusia          | Turquía        |
| 2015 Detalles | Estados Unidos      | Estados Unidos | Rusia          | Brasil         | China          |
| 2016 Detalles | Tailandia           | Brasil         | Estados Unidos | Países Bajos   | Rusia          |
| 2017 Detalles | China               | Brasil         | Italia         | Serbia         | China          |

## Medallero
| pos | Equipo         | Medalla de oro | Medalla de plata | Medalla de bronce | Total |
| --- | -------------- | -------------- | ---------------- | ----------------- | ----- |
| 1   | Brasil         | 12             | 5                | 2                 | 19    |
| 2   | Estados Unidos | 6              | 1                | 2                 | 9     |
| 3   | Rusia          | 3              | 6                | 4                 | 13    |
| 4   | Cuba           | 2              | 4                | 2                 | 8     |
| 5   | China          | 1              | 5                | 3                 | 9     |
| 6   | Países Bajos   | 1              | 0                | 1                 | 2     |
| 7   | Italia         | 0              | 3                | 4                 | 7     |
| 8   | Japón          | 0              | 1                | 0                 | 1     |
| 9   | Serbia         | 0              | 0                | 2                 | 2     |
| 9   | Alemania       | 0              | 0                | 2                 | 2     |
| 11  | Corea del Sur  | 0              | 0                | 1                 | 1     |
| 11  | Turquía        | 0              | 0                | 1                 | 1     |
| 11  | Serbia         | 0              | 0                | 1                 | 1     |